# سین دیویس (بازیکن فوتبال)
سین دیویس (انگلیسی: Sean Davis؛ زادهٔ ۲۰ سپتامبر ۱۹۷۹) یک بازیکن فوتبال اهل بریتانیا است.